# ダブリン港
ダブリン港（ダブリンこう、愛: Calafort Átha Cliath、英: Dublin Port）は、リフィー河口にあるアイルランドの主要な国際貿易港。
アイルランドの港湾交通の約3分の2がこの港を経由しており、アイルランド島で最も交通量の多い港となっている。最近では、ダブリンのノースサイド（リフィー川以北）の東端に位置する港とその土地を中心に、南側の区画も含めて、250億～300億ユーロの評価を受けている。

## 歴史
中世のダブリン港は、現在の港から数キロメートル上流のクライストチャーチ大聖堂近くのリフィー川の南岸にあった。1715年には、港口を守るために南大壁が建設された。南大壁の端にあるプールベッグ灯台は、1767年に建設された。
1800年、ウィリアム・ブライが行ったダブリン湾の調査で、ブル・ウォールの建設が推奨された。1842年にブル・ウォールが完成すると、その背後に砂が堆積し、ゆっくりとブル島が形成された。
1791年にカスタム・ハウスがさらに下流に建設された後、港は河口の北岸に下流に移動し、現在の国際金融サービスセンターがある。港湾交通に伴う騒音や汚れは、マウントジョイ広場地区の衰退を招き、裕福な家庭がサウスサイド（リフィー川以南）に移り住むようになった。
20世紀後半のコンテナリゼーションの進展により、港は新しい埠頭の建設を可能にするために1マイル（1.61km）下流へと徐々に移動していった。

## 運用

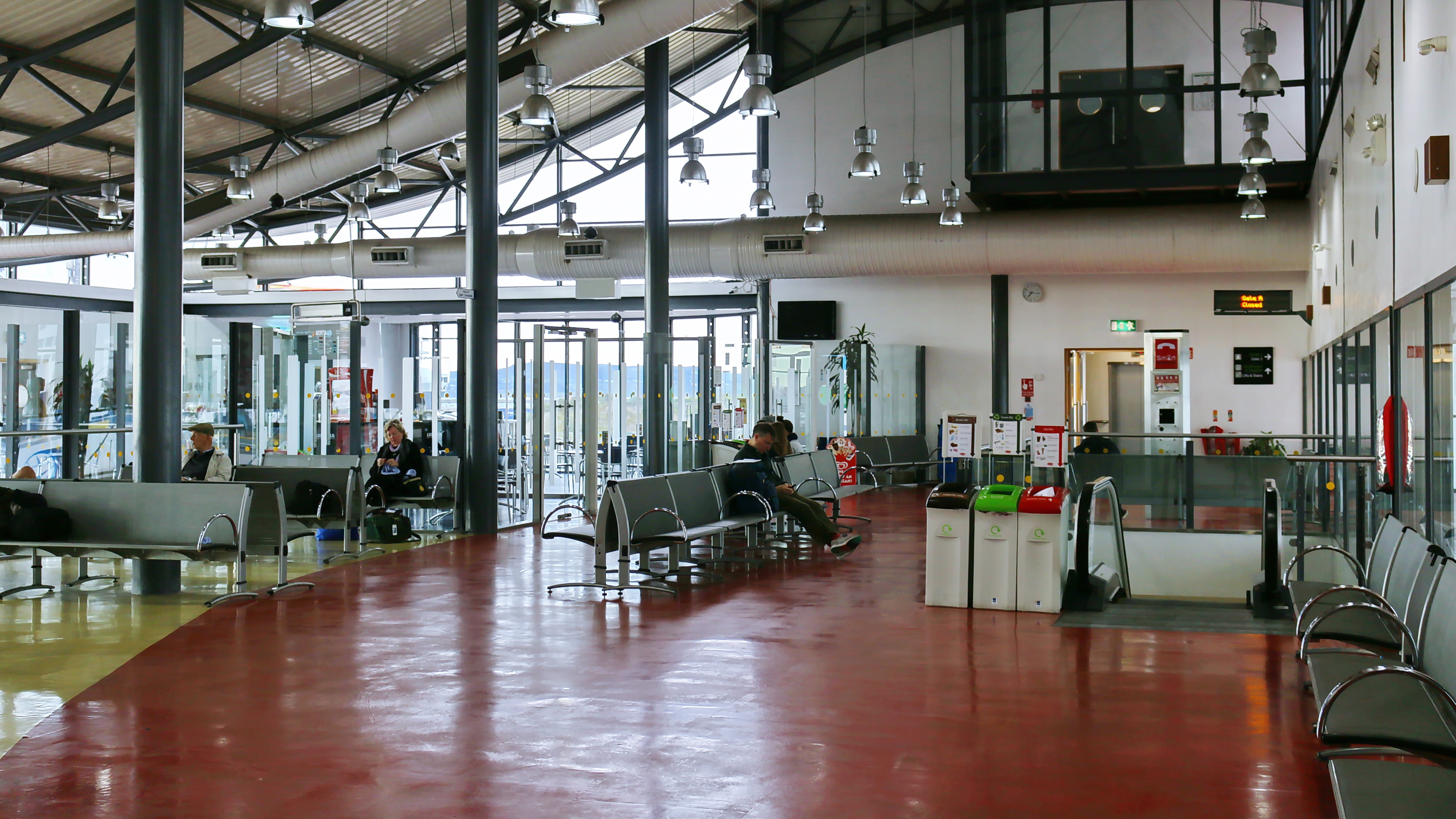
ターミナル内

港の主な活動は貨物処理で、大型コンテナ船から小型ディーゼルライターまで幅広い船が毎日訪れている。
RO-RO船の旅客フェリーは、アイリッシュ海を横断してウェールズのホリーヘッド、イングランドのリヴァプール、夏季にはマン島のダグラスへ定期的に運航している。ダブリン港は、クルーズ客船のドッキングポイントとしても利用されるケースが増えている。セレブリティ・エクリプスは、2018年4月29日にダブリンに母港を開始した。港湾当局は、2017年に217隻のクルーズ船の訪問を報告し、2018年には251隻の訪問を予想していた。ブランチ通りのプロムナード通りとトルカ岸壁通りの間に仮設施設「第7ターミナル」が作られ、プロムナード通りから入ることで、クルーズ客のチェックインと荷物の預け入れが可能になった。

## ダブリン港社

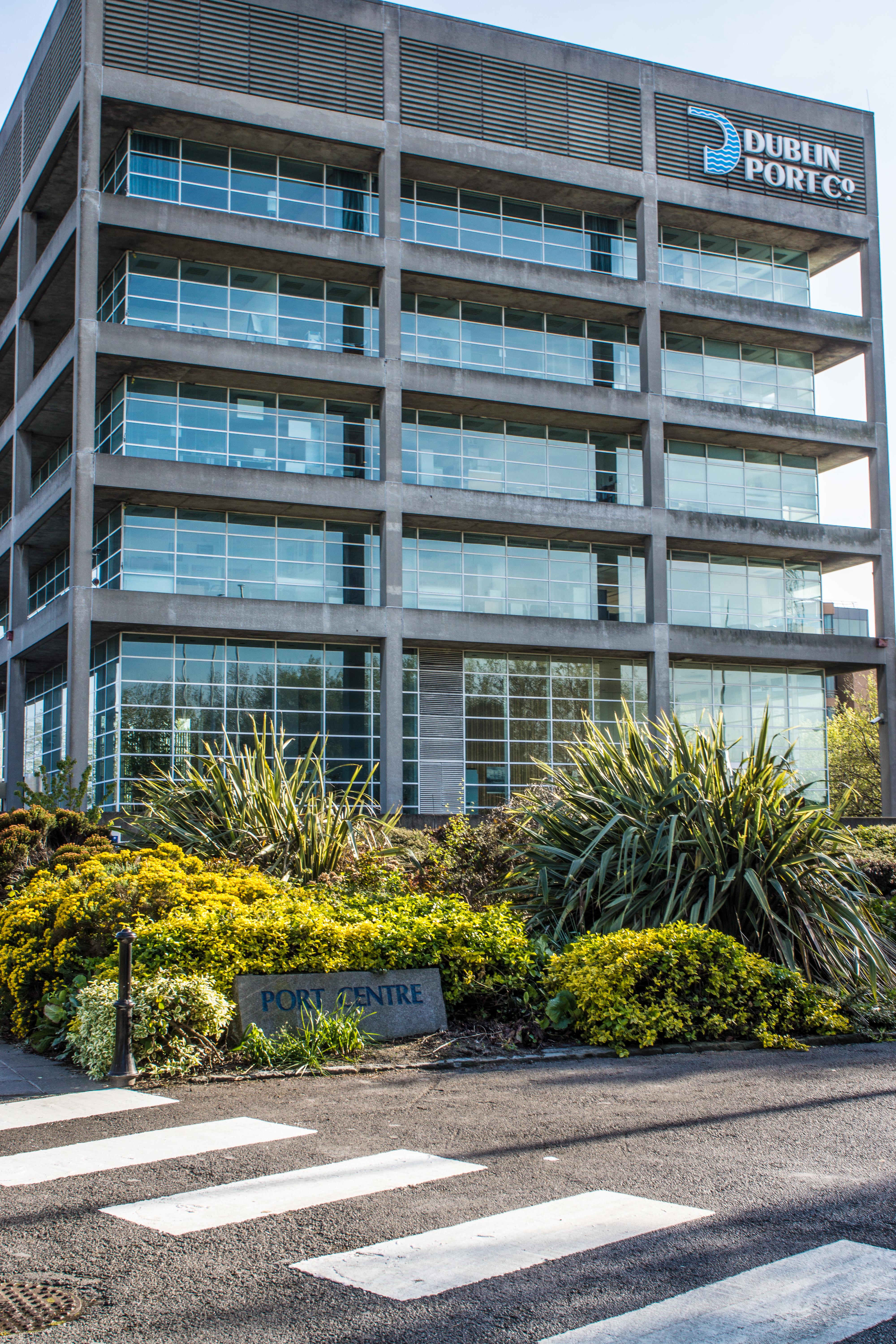
ダブリン港社

1997年2月28日に法人化された半国営のダブリン港社が運営しており、本部はリフィー川の北側の入口付近にある。
ダブリン港社によると、2019年の総トン数の合計輸入量は3,810万トン、乗客数は1,949,229人だった。同年には7,898隻の船舶が入港した。

## 路線
| フェリー社             | 行先                       | ターミナル |
| ---------------------- | -------------------------- | ---------- |
| アイリッシュ・フェリー | ホリーヘッド               | 1          |
| アイリッシュ・フェリー | シェルブール＝オクトヴィル | 1          |
| スチームパケット       | ダグラス (マン島)          | 1          |
| ステナライン           | ホリーヘッド               | 2          |
| P&O フェリー           | リヴァプール               | 3          |
| シートラックフェリー   | リヴァプール、ヘイシャム   | 5          |

## 鉄道
ダブリン・コノリー駅からダブリン港までは、アミアンズ通りからストア通りに入る角を曲がったところにある路面電車のルアス線路の横を歩いて行くか、ダブリンバスがフェリーターミナルまで運行しているブサラス（バスターミナル）まで1駅のルアスに乗って行くか、ダブリンバスの53番線か、タクシーで行くことができる。

### 貨物

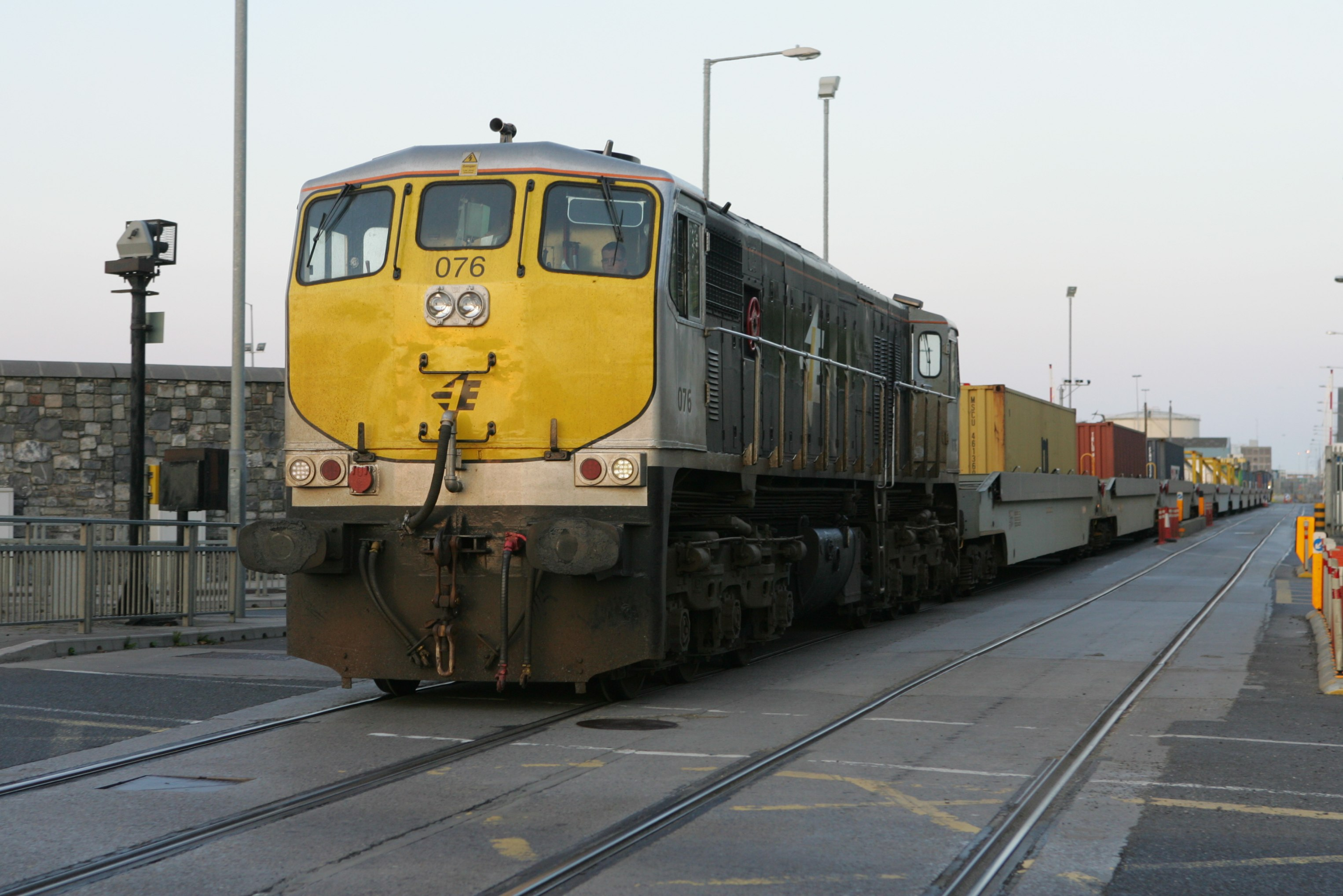
貨物列車

| フェリー社        | 行先                                                       | ターミナル |
| ----------------- | ---------------------------------------------------------- | ---------- |
| BG Freight Line   | アントウェルペン、ベルファスト、リヴァプール、ロッテルダム | MTL        |
| Celtic Forwarding | アントウェルペン、ロッテルダム                             | DFT        |
| CMA CGM           | ル・アーヴル                                               | MTL        |
| Cobelfret         | ロッテルダム、ゼーブルッヘ                                 | CUCT       |
| Eucon             | アントウェルペン、ロッテルダム、ルーアン、サウサンプトン   | DFT        |
| Samskip           | ロッテルダム、ゼーブルッヘ                                 | DFT        |
| ZIM               | ロッテルダム                                               | DFT        |